# Friedrich Ratzel
Friedrich Ratzel, né le 30 août 1844 à Karlsruhe et mort le 9 août 1904 à Münsing, est un pharmacien, zoologiste puis géographe politique allemand. Proche des milieux colonialistes et impérialistes, il est le premier géographe à avoir formulé la notion de Lebensraum (« espace vital »).

## Biographie
Friedrich Ratzel est né dans une famille attachée au margrave de Karlsruhe, capitale du grand-duché de Bade. Son père, Karl, est valet de chambre à la cour. Friedrich reçoit une éducation relativement protégée liée au statut des fonctionnaires du duché. À la fin de ses études scolaires, il commence un cursus de pharmacie qu’il termine en 1863 pour devenir laborantin.
Sans doute peu intéressé par ce métier ou, au contraire, préparé par celui-ci à regarder plus loin, du côté de la nature vivante, Ratzel se tourne vers les sciences naturelles. Cet intérêt le pousse sur le tard à reprendre des études universitaires. Il suit des cours de géologie et de zoologie successivement à Heidelberg, Iéna – où il découvre Ernst Haeckel, fondateur de l'Ökologie, science nouvelle qui étudie l'adaptation des organismes vivants au milieu - puis Berlin.
En 1868, Ratzel soutient un doctorat en zoologie à l'université de Heidelberg. Il ne débute pas immédiatement sa carrière d’enseignant. Décidé à voyager, il parcourt d’abord le sud de la France où des difficultés financières l’obligent très vite à trouver des ressources, ce qu'il fait en écrivant des articles pour la Kölnische Zeitung (de). Ses Lettres de voyage en Méditerranée rencontrent un véritable succès, ce qui lui permet, en gagnant sa vie comme journaliste, d’élargir le cadre de ses explorations géographiques. Il se rend ainsi en Italie, en Hongrie, à Cuba, au Mexique (1871 et 1875), puis aux États-Unis, matière de son célèbre ouvrage sur cette région.
En 1871, Ratzel entre à la  Technische Hochschule München qui vient d’être fondée par Louis II de Bavière. Il y retrouve l’étude des sciences naturelles alors même que ses voyages et ses reportages le poussent de plus en plus vers la géographie. Quatre ans plus tard, il met un terme à ses pérégrinations. Il devient professeur (Privatdozent) de géographie dans l'école où il était élève. En 1876, à 32 ans, il reçoit une chaire extraordinaire de professeur dans la future - elle le sera l’année suivante -« Königlich Bayerische Technische Hochschule München ».
Ratzel publie durant cette période munichoise plusieurs ouvrages importants dont les États-Unis d'Amérique (en deux volumes, 1878-1880).
En 1886, il rejoint la prestigieuse université de Leipzig. Il y reçoit la chaire de la géographie libérée par la démission de Ferdinand von Richthofen. Durant dix-huit ans, il va profiter d’un environnement universitaire exceptionnel, entretenant de nombreuses relations avec des professeurs éminents dans leur spécialité, non sans influence sur son propre travail, l'économiste et historien Wilhelm Roscher (1817-1894), le chimiste Wilhelm Ostwald (1853-1932) et le philosophe Wilhelm Wundt (1832-1920).
Très actif, Ratzel s’occupe du développement de la bibliothèque de l’université et n’hésite pas à organiser des séminaires pour faire connaître ses idées auprès des chercheurs étrangers. Son succès est très grand, le nombre de ses auditeurs augmente régulièrement, ce qui favorise la propagation de ses concepts bien au-delà du Rhin. Membre de plusieurs sociétés de géographie, il est aussi, lors de sa fondation en 1882, directeur de la section de Leipzig de la Ligue coloniale allemande, le Deutscher Kolonialverein.
C’est en pleine activité que Friedrich Ratzel décède le 9 août 1904, peu avant son soixantième anniversaire, durant ses congés d'été au bord du lac de Starnberg en Bavière.

## Apport de l’anthropogéographie
Ratzel, dans son œuvre majeure publiée de 1882 à 1891, Anthropogéographie, lie la terre et l’homme dans une vision systématique qui renouvelle totalement la science géographique. Pour Ratzel, l'objectif unique de celle-ci consiste à mettre en lumière la diversité des sociétés humaines pour lui faire correspondre une diversité égale de milieux naturels. Dans cette optique, l'emploi du mot géographie, de l'adjectif géographique, s'applique aux caractéristiques physiques. De ce point de vue, les facteurs géographiques sont donc exclusivement les conditions naturelles, mais Ratzel, qui éprouve la nécessité de créer un nouveau terme pour qualifier sa spécialité — il parle d'anthropogéographie — dépasse l'ancienne acception du concept dans ses travaux. Selon Vidal de la Blache, le géographe allemand contribue à « rétablir dans la géographie l'élément humain dont les titres semblaient oubliés et à reconstituer l'unité de la géographie sur la base de la nature et de la vie ». Ainsi, pour Ratzel, la connaissance des immigrants puritains de la Nouvelle-Angleterre est plus importante pour comprendre cette région que le relief de celle-ci.
Ratzel est aussi, au-delà, un des pionniers les plus importants de la géopolitique. Très influencé par Darwin et sa théorie de l’évolution, il utilise ces concepts à une échelle plus générale, celle des États, en les comparant à des organismes biologiques qui connaissent croissance ou déclin sur une échelle temporelle. Selon ses propres mots, « L'État subit les mêmes influences que toute vie. Les bases de l'extension des hommes sur la terre déterminent l'extension de leurs États. [...] Les frontières ne sont pas à concevoir autrement que comme l'expression d'un mouvement organique et inorganique. » L’expansion des peuples doit leur permettre de récupérer les espaces de voisins moins vigoureux, vision qui légitime, certes, l'impérialisme allemand, mais de fait toutes les annexions territoriales connues par l’Europe centrale au long du XIXe siècle.
La pensée de Ratzel, très ample et complexe, résiste à la simplification. Si ses idées ont été reprises plus tard par le géographe nationaliste Karl Haushofer, celles-ci constituant le terreau de la notion d’espace vital qui fleurit dans Mein Kampf (devenue Lebensraum), elles ne sauraient être réduites à cet aspect. Sa position sur la question coloniale démontre cette difficulté. Fondé en 1871, l'Empire allemand n'arrive que tardivement sur cette scène par rapport à l'Empire britannique ou l'Empire français. Ratzel défend l’idée qu'il puisse s'implanter en Afrique pour former une Mittelafrika plutôt qu'une Grossdeutschland, stratégie reprise dès 1914 par l’état-major allemand contre les colonies alliées. Elle est toutefois inverse de celle mise en œuvre par le Troisième Reich après 1933, celui-ci défendant l'idée d'une expansion en Europe au détriment des Slaves et des Latins. Pour autant, la volonté colonialiste de Ratzel, qu'il faut replacer dans les opinions de l'époque, repose sur des concepts plus incertains. Dans sa théorie, les « peuples de nature » (Naturvölker) de l'Afrique, Océanie, etc. s'opposent par leurs traits aux « peuples de culture » (Kulturvölker) de l'Ancien et Nouveau Monde, lesquels ont tout naturellement, à ce titre, le droit d’occuper les territoires des premiers pour les civiliser[pas clair].

## Publications
- Die Vereinigten Staaten von Amerika. 1878–1880.
- Anthropogeographie. Die geographische Verbreitung des Menschen. 1882–1891.
- Völkerkunde. 3 Bände, Bibliographisches Institut, Leipzig 1885–1901 (Band 1, Band 2 und Band 3 im Internet Archive).
- Politische Geographie, R. Oldenbourg, München und Leipzig 1897.
  - Neudruck der 3. Auflage von 1923, Zeller, Osnabrück 1974,  (ISBN 3-7648-0562-5).
- Deutschland. Einführung in die Heimatkunde. 1898.
- Die Erde und das Leben. 1902.
- Über Naturschilderung. 1904; erweiterte und bearbeitete Neuausgabe: Über Natur- und Landschaftsschilderung. Eine gemeinverständliche Anleitung. Mahler, Stühlingen 2012,  (ISBN 978-3-941212-01-5).

Traductions en français
- Friedrich Ratzel, Géographie politique, Éditions régionales européennes et Economica, Paris, 1988 (1re éd. en allemand, 1897)
- Le sol, la société et l'État, Amazon Media EU S.à r.l., sur Kindle